# 1576 en science
| Années de la science : 1573 - 1574 - 1575 - 1576 - 1577 - 1578 - 1579    |
| Décennies de la science : 1540 - 1550 - 1560 - 1570 - 1580 - 1590 - 1600 |

Cet article présente les faits marquants de l'année 1576 en science.

## Événements
- 7 juin - 9 octobre : premier voyage de Martin Frobisher à la recherche du passage du nord-ouest[1].

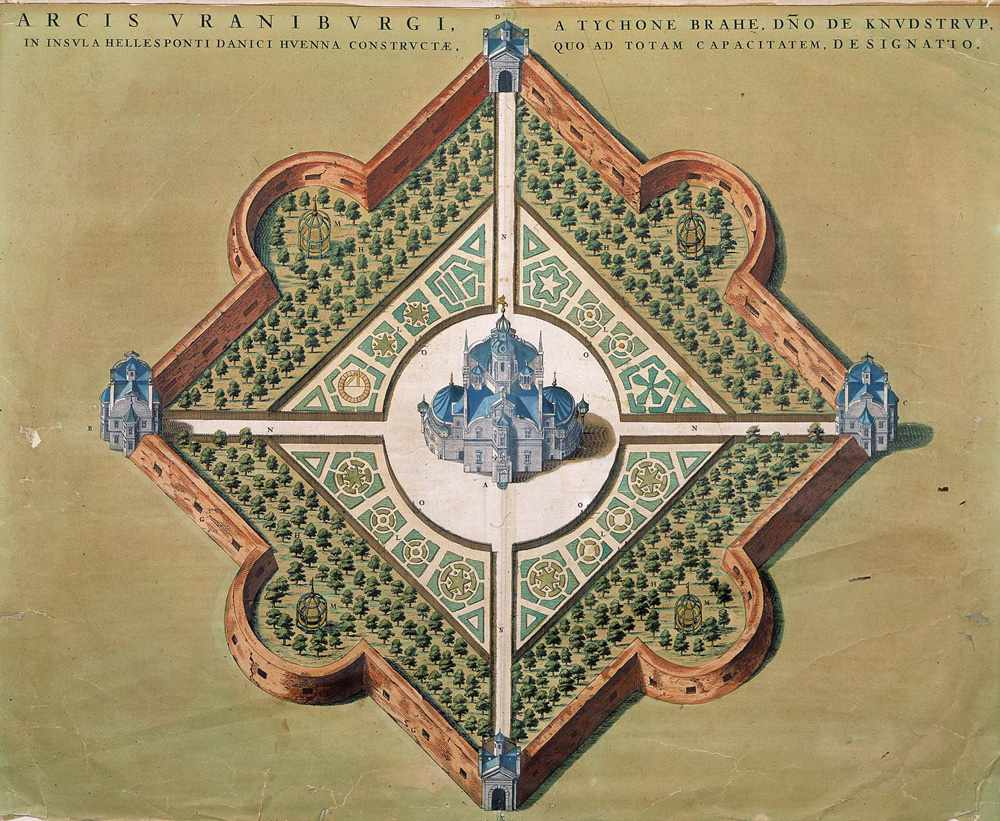
Uraniborg, tel que présenté dans l'ouvrage de Brahe Astronomiae instauratae Mechanicae en 1598.

- 8 août : pose de la première pierre d'Uraniborg, palais et observatoire de l'astronome danois Tycho Brahe[2].

## Publications
- Joseph du Chesne : Sclopetarius ;
- Charles de l'Écluse : Rariorum aliquot stirpium per Hispanias observatarum historia, une flore d'Espagne ;
- Humphrey Gilbert : Discours sur la découverte d’un passage Nord-Ouest vers Cathay ;
- Mathias de l'Obel : Plantarum seu Stirpium Historia. Cui annexum est adversariorum volumen. Antwerpiae, Plantin, 1576.

## Naissances
- 21 mars : Angelo Sala (mort en 1637), médecin et chimiste italien.

- Salomon de Caus (mort en 1626), ingénieur français.

## Décès

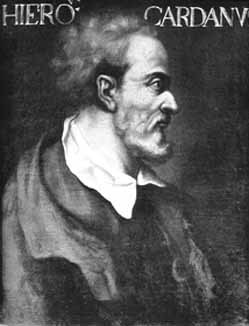
Portrait de Cardano, Université de St Andrews.

- 15 mars : Jacques Gohory (né en 1520), avocat, médecin et alchimiste français.
- 2 juin : Volcher Coiter (né en 1534), médecin et naturaliste néerlandais.
- 15 juillet : Mathieu Béroalde (né en 1520), mathématicien, théologien, philosophe et historien français.
- 21 septembre : Gerolamo Cardano (né en 1501), mathématicien, inventeur, médecin et  astrologue italien.
- 20 décembre : Adam de Craponne (né en 1526), gentilhomme et ingénieur français.

- Conrad Haas (né en 1509), ingénieur autrichien.
- Vers 1576 :
  - Willem Raets (né vers 1540), marchand et mathématicien anversois.
  - Luigi Giglio (né vers 1510), médecin et astronome italien.